# SCO Angers
Der Angers Sporting Club de l’Ouest ist ein französischer Fußballverein aus Angers, der Hauptstadt des französischen Départements Maine-et-Loire.
Mit dem Aufstieg 2007 kehrte der SCO Angers aus der Drittklassigkeit in die Ligue 2 zurück, 2015 stieg die Mannschaft sogar in die Ligue 1 auf.

## Geschichte
Gegründet wurde er der Verein am 10. Oktober 1919, einem Freitag, durch die Brüder Fortin, ihres Zeichens Bankdirektoren der Banque de Crédit de l’Ouest, als Sporting Club du Crédit de l’Ouest (S.C.C.O oder S.C.O.). Das erste Spiel absolvierte man dann am 19. Oktober desselben Jahres im Championnat de la Ligue de l’Ouest gegen Stade Nantais U.C. Die Aufstellung des ersten Spiels der Vereinsgeschichte setzte sich dabei aus den folgenden Spielern zusammen:
- Legendre (Torhüter) – Guyot, Viel-Lamarre (Verteidiger) – Bigarré, Perreault, Bruder (Mittelläufer) – Hardy, Forget, Roger, Durbécé, Guimon (Stürmer)

Die erste Spielzeit schloss man als sechster und damit letzter des Klassements ab, während der Lokalrivale Club sportif Julien Bessonneau (C.S.J.B.) die Meisterschaft gewann. Die zweite Spielzeit, in der man die ursprünglich an der Straße nach Nantes liegende Örtlichkeit der Heimspiele verließ und auf ein anderes Terrain wechselte, lief dann erfolgreicher. So konnte man neben der zwischenzeitlichen Liga-Tabellenführung auch das Erreichen der Runde der letzten 32 im französischen Pokal verzeichnen, wo man an US Servannaise scheiterte. Auch in der darauffolgenden Saison konnte man diesen Pokalerfolg wiederholen, scheiterte dieses Mal aber mit 0:8 im Stade Bessonneau an dem noch unter dem alten Namen Olympique de Pantin ersten französischen Pokalsieger aus dem Jahre 1918, Olympique de Paris. Von 1922 bis 1924 folgten jedoch enttäuschende Leistungen der Mannschaft von Angers. Man konnte mit dem Rivalen C.S.J.B. leistungsmäßig nicht mithalten und so erfolgte schließlich im Frühling 1924 die vorübergehende Auflösung der Fußballabteilung des Vereins. In der Folgezeit wurde zunächst die Rugby-Abteilung zur bedeutendsten Sparte des Vereins, 1929 begann dann die Wiederbelebung der Fußballabteilung.
1989 nahm der Verein seinen heutigen Namen an.

## Ligazugehörigkeit
Profistatus hat Angers 1946–1998 und wieder seit 2000 besessen. Über 30 Spielzeiten absolvierte der Verein in seiner bisherigen Geschichte in der höchsten französischen Spielklasse (Division 1, 2002 in Ligue 1 umbenannt). Dieser Zeitraum erstreckte sich auf die Saisons von 1956/57 bis 1967/68, 1969/70 bis 1974/75, 1976/77, 1978/79 bis 1980/81, 1993/94 und wieder von 2015/16 bis 2022/23.

## Vereinsrekorde
- In der Saison 1968/69 markierte die Mannschaft von Angers in der Zweiten Liga in 40 Spielen die Rekordmarke von 128 Toren.
- Pierre Bourdel ist mit 477 Spielen im Zeitraum von 1963 bis 1975, in denen er 12 Tore erzielte, der Rekordspieler des Vereins nach Einsätzen.
- Die meisten Treffer für SCO Angers erzielte Christophe Lagrange, der zwischen 1988 und 1994 125 mal in das gegnerische Tor traf.
- Den höchsten Sieg in der Vereinsgeschichte stellt das 11:0 zuhause gegen den RCFC Besançon aus der Saison 1968/69 dar, während die 0:9-Auswärtsniederlage beim FC Mulhouse in der Saison 1984/85 in dieser Hinsicht die Negativmarke bildet.

## Spielstätte
Die Ligamannschaft trägt ihre Heimspiele im Stade Raymond-Kopa aus, das nach dem Umbau der Coubertin-Tribüne eine Kapazität von 17.100 Plätzen aufweist.

## Vereinsfarben
In der Gründungsphase des Vereins waren die Vereinsfarben Blau-Weiß. Im Laufe der 1930er Jahre löste dann Schwarz das Blaue ab, da der damalige Präsident diese Farbe „am besten passend“ fand. In der nun folgenden Zeit bis zur Gegenwart war die Spielkleidung immer wieder Modifikationen unterworfen. So war bis in die 1950er Jahre Weiß die dominierende der beiden Farben in der Trikotage des Clubs. Mitte der 1950er Jahre gewann die schwarze Farbe im Verhältnis jedoch an Bedeutung.

## Rivalitäten mit anderen Vereinen
Wichtigster Rivale des SCO Angers war der FC Nantes, seit man gemeinsam ab 1945 in der Division 2 um die regionale Vorherrschaft stritt. Nachdem die Wege der beiden Clubs zunächst infolge unterschiedlicher Ligenzugehörigkeit nicht mehr parallel verliefen, flammte das sportliche Duell der beiden Vereine Anfang der 1960er Jahre erneut auf und dauerte bis in die 1980er Jahre an, dieses Mal jedoch in der ersten Liga. Mit dem Abstieg Angers' endete aber auch diese Epoche. Im Laufe der Zeit geriet diese Rivalität infolge fehlender gemeinsamer Ligenzugehörigkeit mehr und mehr in Vergessenheit. Mit dem Abstieg des canaris („Kanarienvögel“) genannten Konkurrenten (2007) begann diese Rivalität erneut aufzuleben.
Weitere, in der Bedeutung allerdings nachrangige Derbys stellen die Spiele gegen Stade Laval dar, die auf einer in den 1970er Jahren entstandenen Rivalität beruhen und die sich infolge jahrzehntelanger gemeinsamer Ligazugehörigkeit herausbildete. So kam es anlässlich eines Freundschaftsspiels beider Vereine am 14. Juli 2009 zu Auseinandersetzungen. Während des Spiels beider Vereine am 4. Dezember des gleichen Jahres kam es dann infolge von Seiten der angevinischen Fans gezündeter Rauchbomben zu einer mehrere Minuten dauernden Spielunterbrechung. Dies hatte eine Geldstrafe seitens des Fußballverbandes für den SCO Angers zur Folge.
In der jüngeren Vergangenheit etablierte sich zudem eine gewisse Konkurrenz zum Nachbarn Le Mans FC.

## Aktueller Kader 2024/25
Stand: 6. Mai 2025
| Nr.        | Nat.                    | Name                 | Geburtstag | im Verein seit | Vertrag bis |     |
| Tor        | Tor                     | Tor                  | Tor        | Tor            | Tor         | Tor |
| ---------- | ----------------------- | -------------------- | ---------- | -------------- | ----------- | --- |
| 16         | Kongo Republik          | Melvin Zinga         | 16.03.2002 | 2022           | 2026        |     |
| 30         | Elfenbeinküste          | Yahia Fofana         | 21.08.2000 | 2022           | 2026        |     |
| 40         | Frankreich              | Oumar Pona           | 21.06.2006 | 2024           | 2027        |     |
| Abwehr     |                         |                      |            |                |             |     |
| 02         | Haiti                   | Carlens Arcus        | 28.06.1996 | 2024           | 2026        |     |
| 03         | Gabun                   | Jacques Ekomié       | 19.08.2003 | 2024           | 2027        |     |
| 21         | Frankreich              | Jordan Lefort        | 09.08.1993 | 2023           | 2026        |     |
| 22         | Benin                   | Cédric Hountondji    | 19.01.1994 | 2022           | 2026        |     |
| 24         | Frankreich              | Emmanuel Biumla      | 08.05.2005 | 2024           | 2027        |     |
| 25         | Elfenbeinküste          | Abdoulaye Bamba      | 25.04.1990 | 2017           | 2025        |     |
| 26         | Frankreich              | Florent Hanin        | 04.02.1990 | 2023           | 2025        |     |
| 27         | Frankreich              | Lilian Raolisoa      | 16.02.2000 | 2023           | 2026        |     |
| 29         | Frankreich              | Ousmane Camara       | 06.03.2003 | 2022           | 2026        |     |
|            | Frankreich              | Marius Courcoul      | 01.01.2007 | 2023           | 2026        |     |
|            | Bosnien und Herzegowina | Halid Šabanović      | 22.08.1999 | 2022           | 2025        |     |
| Mittelfeld |                         |                      |            |                |             |     |
| 06         | Elfenbeinküste          | Jean-Eudes Aholou    | 20.03.1994 | 2024           | 2026        |     |
| 10         | Algerien                | Himad Abdelli        | 17.11.1999 | 2022           | 2026        |     |
| 12         | Frankreich              | Zinédine Ould Khaled | 14.01.2000 | 2019           | 2025        |     |
| 14         | Marokko                 | Yassin Belkhdim      | 14.02.2002 | 2022           | 2027        |     |
| 15         | Frankreich              | Pierrick Capelle     | 15.04.1987 | 2015           | 2025        |     |
| 93         | Algerien                | Haris Belkebla       | 28.01.1994 | 2024           | 2026        |     |
| Sturm      |                         |                      |            |                |             |     |
| 07         | Senegal                 | Ibrahima Niane       | 11.03.1999 | 2023           | 2025        |     |
| 11         | Guinea-a                | Sidiki Chérif        | 15.12.2006 | 2023           | 2028        |     |
| 17         | Frankreich              | Justin-Noël Kalumba  | 25.12.2004 | 2023           | 2026        |     |
| 18         | Gabun                   | Jim Allevinah        | 27.02.1995 | 2024           | 2027        |     |
| 19         | Frankreich              | Esteban Lepaul       | 18.04.2000 | 2024           | 2027        |     |
| 20         | Algerien                | Zinedine Ferhat      | 01.03.1993 | 2023           | 2025        |     |
| 23         | Frankreich              | Adrien Hunou         | 19.01.1994 | 2022           | 2025        |     |
| 28         | Algerien                | Farid El Melali      | 05.05.1997 | 2018           | 2025        |     |
| 99         | Senegal                 | Bamba Dieng          | 23.03.2000 | 2024           | 2025        |     |

## Sportliche Erfolge
- Französische Fußballmeisterschaft
  - Dritter: 1967
- Französischer Fußballpokal
  - Finale: 1957, 2017
- Zweite Französische Liga
  - Meister: 1969, 1976
  - Vize-Meister: 1958, 1978, 1993
- Dritte Französische Liga
  - Vize-Meister: 2003

## Europapokalbilanz
| Saison  | Wettbewerb | Runde    | Gegner     | Gesamt | Hin     | Rück    |
| ------- | ---------- | -------- | ---------- | ------ | ------- | ------- |
| 1972/73 | UEFA-Pokal | 1. Runde | BFC Dynamo | 2:3    | 1:1 (H) | 1:2 (A) |

Gesamtbilanz: 2 Spiele, 1 Unentschieden, 1 Niederlage, 2:3 Tore (Tordifferenz −1)

## Bekannte Spieler und Trainer
- Georges Meuris (1942–1947)
- André Simonyi (1947)
- Camille Cottin (1949–1951)
- Louis Hon (1968–1969)
- Lucien Leduc (1969–1970)
- Velibor Vasović (1974–1976)
- Aimé Mignot (1976–1979)
- Alain de Martigny (1993–1994)
- Roberto Morinini (2004)
- Stéphane Paille (2005)
- Stéphane Moulin (2011)
- Ulrich Ramé (1991–1997)
- Emil Săndoi (1995–1996)
- Loïc Amisse (1990–1991)
- Paul Alo'o Efoulou (2007–2009)
- Guy Moussi (2004–2008)
- Steve Savidan (2001–2002)